# Uno al año no hace daño 2
Uno al año no hace daño 2 es una película de comedia colombiana de 2015 dirigida por Juan Camilo Pinzón y protagonizada por Waldo Urrego, Aída Morales, Walter Luengas, Manuel Sarmiento y Jacques Toukhmanian.

## Sinopsis
Regresan Marcos y su camarógrafo con su investigación sobre las costumbres colombianas y su relación con la ingesta de alcohol. En este caso se trasladarán al barrio las Delicias, donde ambos documentarán celebraciones tan tradicionales para los colombianos como el día de la madre, La despedida de soltero, el paseo de olla y la fiesta de disfraces.

## Reparto
- Manuel Sarmiento
- Walter Luengas
- Aída Morales
- Jacques Toukhmanian
- Waldo Urrego